# Toussus-le-Noble
Toussus-le-Noble è un comune francese di 944 abitanti situato nel dipartimento degli Yvelines nella regione dell'Île-de-France.

## Società

### Evoluzione demografica
Abitanti censiti